# Brandãozinho II
José Carlos Silveira Braga, mais conhecido como Brandãozinho II (Boa Esperança do Sul, 24 de janeiro de 1930 – Araraquara, 5 de janeiro de 2021), foi um futebolista brasileiro, que atuou como atacante.

## Carreira
José Carlos estudou em Campinas e foi por lá que ganhou o apelido de "Brandãozinho",  mesmo sem ter o “Brandão” em seu sobrenome, quando passou a ser comparado com Brandão, jogador que disputou a Copa de 1938 com a Seleção Brasileira. Pouco depois, o jovem se mudou a São Carlos e passou a jogar no ataque, mas o apelido de Brandãozinho se manteve.
Brandãozinho começou a jogar pelo Paulista de São Carlos, onde foi revelado.
Depois foi para o Jabaquara, por onde atuou por três anos.
Em 17 de junho de 1950, ele jogou pela Seleção Paulista contra a Seleção Carioca, na inauguração do Maracanã, em que os paulistas venceram por 3 a 1.
No mesmo ano chamou a atenção do Palmeiras, e foi contratado. No segundo semestre de 1950, participou da conquista do Campeonato Paulista, como coadjuvante.
Fez parte do elenco da Copa Rio de 1951, sendo o último jogador campeão dessa competição ai falecer. No clube jogou até 1952 e disputou 29 partidas (12 vitórias, 12 empates e cinco derrotas) e marcou 11 gols.
Depois de sair do Palmeiras, ele teve rápida passagem pelo Santos, onde atuou por uma temporada.
Posteriormente, foi para a França jogar no Mônaco, integrando a equipe na segunda divisão do Campeonato Francês. Ao lado do compatriota Yeso Amalfi, o brasileiro se tornou um dos destaques na campanha do acesso, marcando 12 gols.
Se transferiu para o Nice, onde chegou a dividir o ataque com Just Fontaine. Participou do título da Division 1 de 1955/56, onde atuou em quatro partidas da campanha. Na temporada seguinte, o Nice eliminou o Rangers na Copa dos Campeões e sucumbiu apenas ao Real Madrid nas quartas de final. Braga defendeu o clube por quatro temporadas.
José Carlos foi o segundo brasileiro na história a atuar no Campeonato Francês.
Na temporada 1957/58, transferiu-se ao Celta de Vigo, da Espanha. Reserva em parte de seu primeiro ano, ainda assim anotou cinco gols, que ajudaram o time a terminar na sétima colocação de La Liga. No segundo ano, virou titular e marcou quatro gols, mas não evitou o descenso do clube.
Na temporada seguinte, defendeu o Espanyol na primeira divisão do Campeonato Espanhol, esquentando o banco na maior parte do tempo, marcando apenas 1 gol.
Defendeu ainda o Real Oviedo por uma temporada, voltando ao Celta de Vigo para jogar mais uma temporada.
Ainda atuou por outros clubes menores da Espanha antes de retornar ao Brasil em 1964.

## Morte
Morreu em 5 de janeiro de 2021, aos 90 anos, em Araraquara.

## Títulos
Palmeiras
- Copa Rio: 1951[19]
- Campeonato Paulista: 1950

Nice
- Ligue 1: 1955-56